# Carl Tuleus
Carl Johan Tuleus, född 3 oktober 1995 i Örebro, är en svensk programledare, poddskapare, radioproducent, journalist och före detta modell. Han är främst känd för poddarna Tänk om, Hör här! (med Lovisa “Laki” Karlsson) och Melodifestival‑podden Nu kör vi!. Tuleus har profilerat sig inom ämnen som psykisk hälsa, vänskap och populärkultur.

## Karriär

### Modellkarriär
Carl Tuleus inledde sin modellkarriär år 2017 efter att ha blivit scoutad under sin tid vid universitetet av agenturen MIKAs. Han arbetade internationellt, bland annat i Portugal och Tyskland, innan han återvände till Sverige. Under sin karriär har han gått visningar för modehuset Rick Owens. 

### Podcaster
Tänk om
Carl Tuleus lanserade sin debutpodd Tänk om efter att ha vunnit Spotifys HBTQ+-satsning Sound Up Sweden 2022. Podden, producerad av Spotify Studios, hade premiär den 26 september 2022 och omfattar 11 avsnitt.
Hör här!
Tillsammans med influencern och YouTubern Lovisa Karlsson driver Carl Tuleus sedan 2023 podden Hör här!. I podden samtalar de om allt från kärlek och vänskap till vardagsångest och framtidsdrömmar. Podden har fått stort genomslag för sin ärlighet och värme.
Nu kör vi!
Inför Melodifestivalen 2025 lanserade Tuleus även podden Nu kör vi!, som fokuserar på analyser och samtal kring tävlingen. Podden produceras av Podplay och innehåller både gäster och nördiga spaningar.

### TV och mediaframträdanden
SVT-serien Älskade vän
Under 2024 medverkade Carl Tuleus i SVT-serien Älskade vän, ett program där unga vuxna berättar om livsviktiga relationer och personlig utveckling.
I avsnitt 6 samtalade han med Lovisa Karlsson om sina erfarenheter och relationer, inklusive hur deras podd hjälpte Carl genom en depression.
Gäst i Morgonpasset i P3
Carl Tuleus har varit gäst i Morgonpasset i P3 vid flera tillfällen, där han har diskuterat sina egna projekt och delat sina tankar om samtida fenomen. Ett exempel är avsnittet den 28 oktober 2024, där han var med och talade om poddverksamheten och kulturfrågor tillsammans med programledarna David Druid och Linnéa Wikblad. 

## Priser och utmärkelser
| År   | Pris                        | Podcast  | Resultat  | Ref    |
| ---- | --------------------------- | -------- | --------- | ------ |
| 2022 | Sounds Up Sweden            | Tänk om  | Vinnare   | [ 15 ] |
| 2023 | Guldörat: Årets intervju    | Tänk om  | Vinnare   | [ 16 ] |
| 2024 | Guldrörat: Årets genombrott | Hör här! | Nominerad | [ 17 ] |

## Utbildning
Carl Tuleus har en kandidatexamen i journalistik med samhällsstudier och etnologi från Södertörns högskola, som han avslutade 2021. Under sin utbildning genomförde han en utbytestermin vid Georgia College & State University i USA där han studerade journalistik och kommunikation. Sedan hösten 2024 studerar han en konstnärlig masterexamen med inriktning radio vid Stockholms konstnärliga högskola, med planerad examen 2026. 